# مسجد غاروت الكبير
مسجد غاروت الكبير يقع المسجد في مدينة غاروت، تبلغ مساحة المسجد ما مجموعة 4480 متر مربع، أصبح المسجد المسجد الرئيسي في منطقة غاروت فضلا عن كونها مركز لكل النشاطات الدينية في مدينة غاروت .

## البناء
بناء المساجد لا يمكن فصله عن تطوير منطقة غاروت، تاريخيا وبناء على السجلات التاريخية تم بناء المسجد في الخامس عشر من شهر سبتمبر عام 1813، وقد بني لأول مرة مع البنية لمدينة غاروت وشملت: مكتب مساعد المحافظ والمساجد والسجن والساحة، وهناك مقبرة موجودة بجوار المسجد الكبير، وهناك تقليد في وقت مضى في جعل أالمقبرة قرب المسجد مثل المساجد في جاوة مثالها المسجد الكبير في ديماك وبانتين، والفرق الوحيد يكمن في السقف الذي يبدو أكبر وأطول .

## التحديث
وبناء على السجل في أمانة مسجد ديماك الكبير، فقد حدث تغيير كبير على المسجد في عام 1979 الذي غير شكل سطحه كان عناك تفتق في السطح، ما تطلب استبدال لوحة ارتداء على شكل قبة وتجديد الخرسانة، شكل القبة تغيرت بالكامل في العاشر من شهر نوفمبر عام 1994 وفي الخامس والعشرين من شهر أغسطس عام 1998، تحديث في الماضي الذي غير اتجاه القبلة أيضا بمساعدة خبراء من مقدمي العطاء الجيوديسيا باستخدام نظام تحديد المواقع العالمي.

## الصور

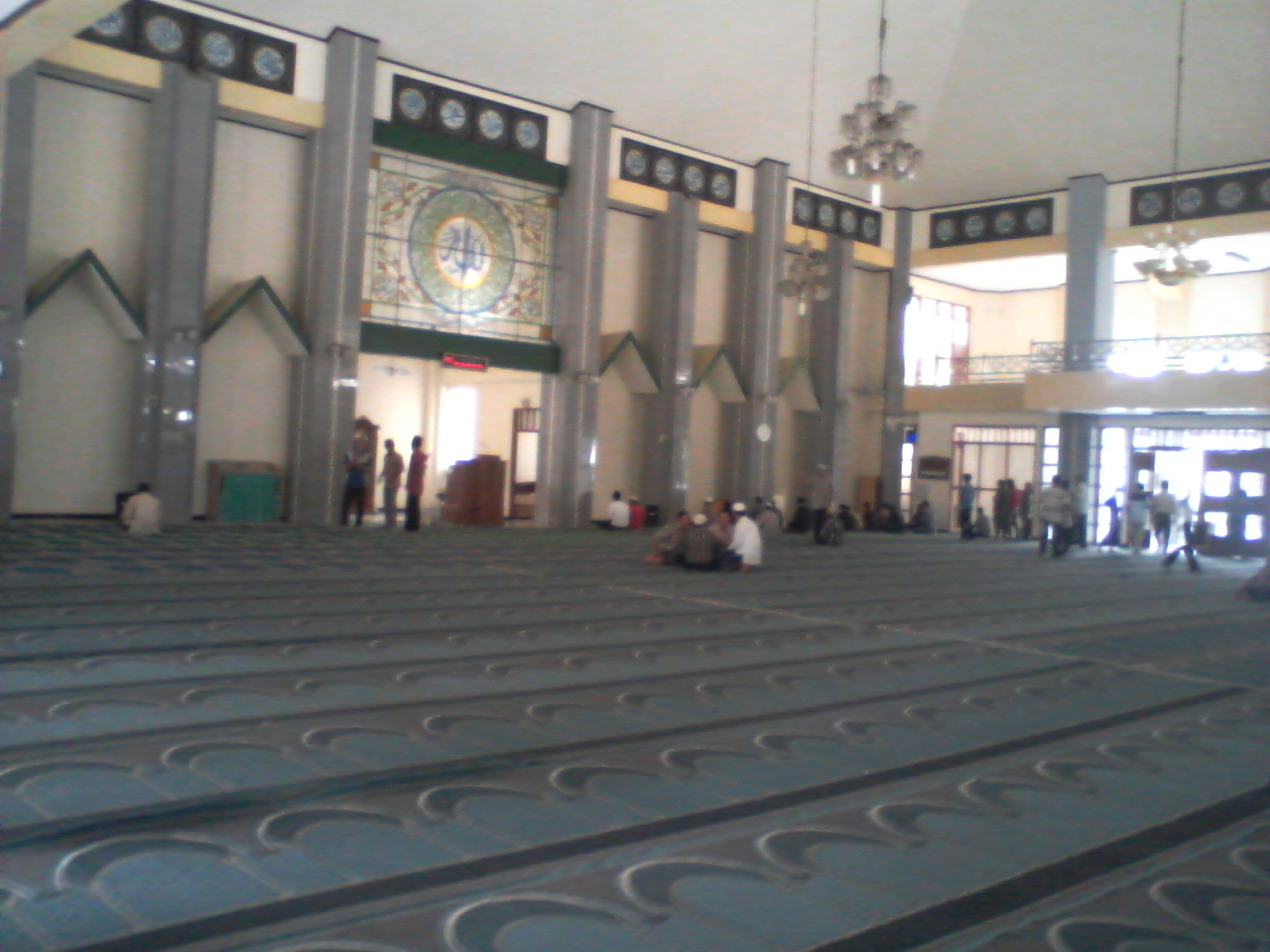
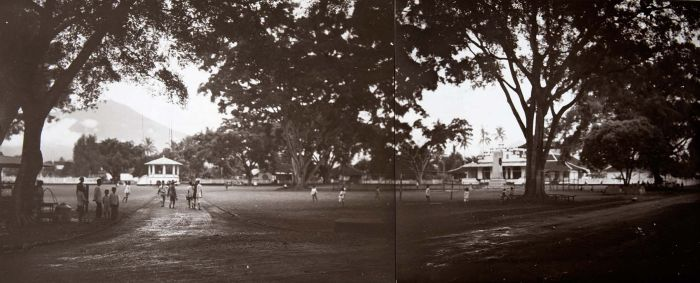
.
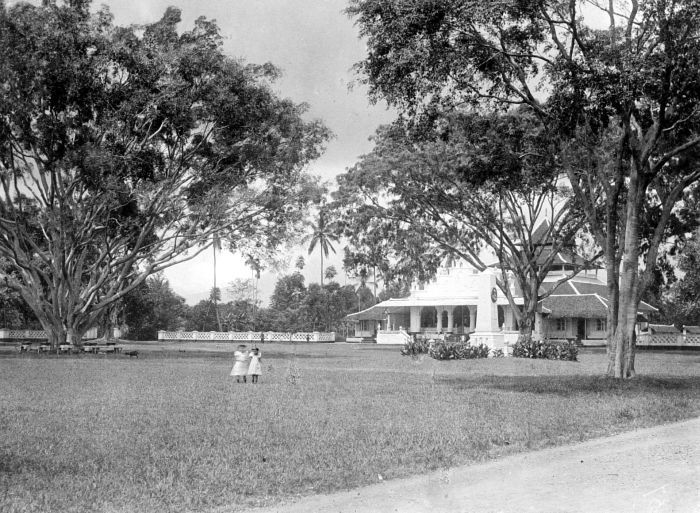
.
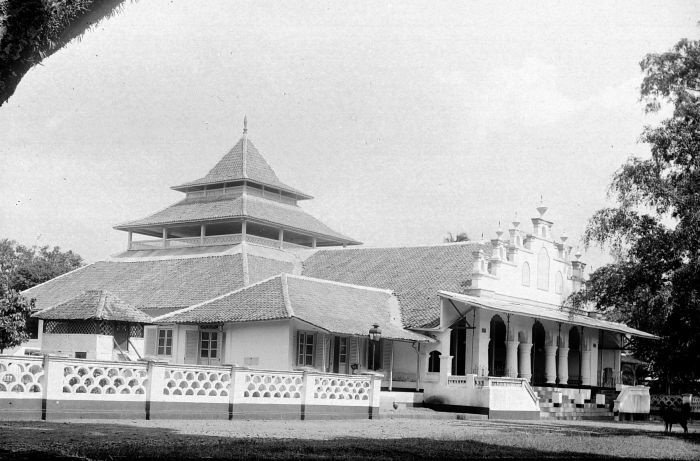
.
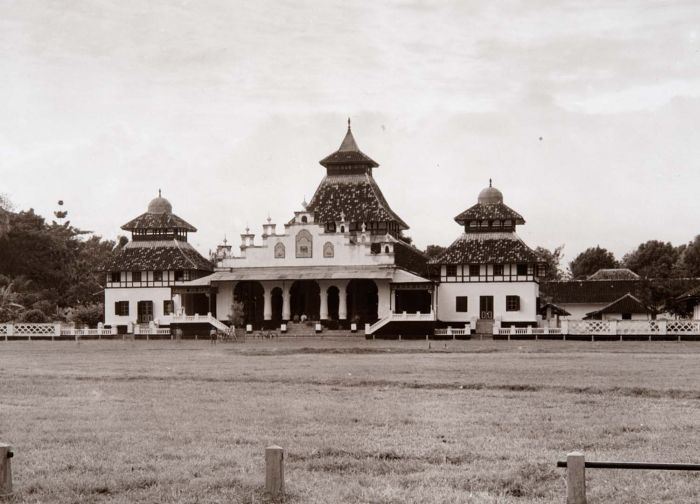
.
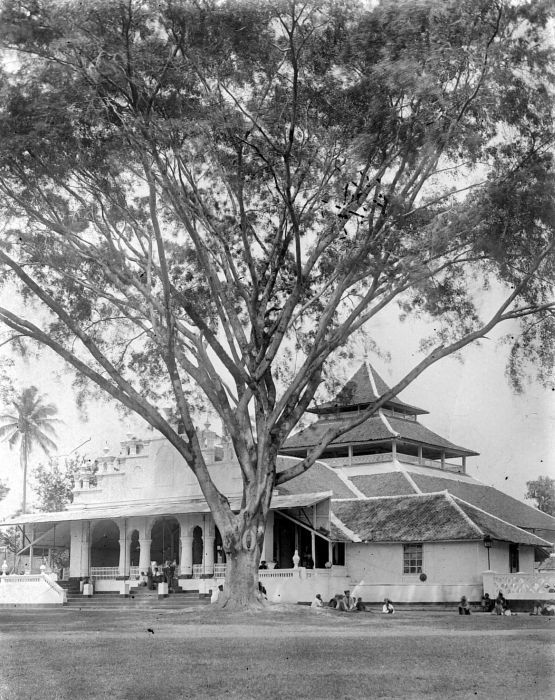